# Ван дер Ворст, Борис
Борис ван дер Ворст (нидерл. Boris van der Vorst; род. 18 февраля 1972, Бюнник, Утрехт) — нидерландский спортивный функционер. Глава международной организации «Мировой бокс». Ранее возглавлял Федерацию бокса Нидерландов (2014—2023).

## Биография
Окончил Утрехтский университет и Утрехтский университет прикладных наук. С 2001 по 2009 год являлся владельцем компании WorkWell, работающей в сфере управления персоналом. Позднее учредил TopDoc, De Betere Plek и FysioHolland, а также стал совладельцем в TriageExpert.
В спорт пришёл в 2008 году, став членом правления Федерации бокса Нидерландов. В 2014 году он был избран на должность президента Федерации бокса Нидерландов, которую возглавлял до 2023 года. Во время его президентского срока Нидерланды в лице Наухки Фонтейн получили медали на Олимпиадах 2016 и 2020 годов, чего не было в голландском боксе в течение 24 лет. После ухода с поста ван дер Ворст остался почётным президентом Федерации бокса Нидерландов. Являлся главой комиссии Европейской конфедерации бокса «Passion for Boxing». За «выдающиеся результаты и усилия по популяризации бокса во всем мире» в 2018 году был удостоен награды президента Европейской конфедерации бокса.
Борис ван дер Ворст стал главным оппонентом Умара Кремлёва на выборах президента Международной ассоциации бокса (ИБА) в 2020 году. Кремлёв набрал 57 % голосов, а ван дер Ворст занял второе место на выборах (30 %). 13 мая 2022 года Кремлёв вновь был переизбран на второй срок на безальтернативной основе, а его единственного конкурента, Бориса ван дер Ворста, отстранили за нарушение правил агитации, выявленное комиссией ИБА. Позже Спортивный арбитражный суд признал это решение необоснованным. Несмотря на требования Международного олимпийского комитета провести повторные выборы, в сентябре 2022 года большинство делегатов конгресса ИБА — 106 из 146 — проголосовали против, поддержав Кремлёва.
В ответ на это нидерландский функционер возглавил альянс «Общее дело», который объединил 18 национальных федераций, выступивших против Кремлёва и не признавших его переизбрания.
В апреле 2023 года он стал одним из главных инициаторов создания организации «Мировой бокс», которая рассматривалась как замена ИБА, контролируемой Кремлёвым, и лишившаяся летом того же года членства в МОК. На выборах президента «Мирового бокса» в ноябре 2023 года Борис ван дер Ворст одержал победу, набрав 63 % голосов и став первым в истории главой этой организации.